# Grand Ordre unifié des Odd Fellows en Amérique
Le Grand Ordre unifié des Odd Fellows en Amérique (en anglais : Grand United Order of Odd Fellows in America) est une société amicale (Odd Fellows) américaine.Juridiction américaine du Grand Ordre unifié des Odd Fellows (en) britannique, elle est composée principalement d'Afro-Américains. Elle est créée en 1843, sur l’initiative de Peter Odgen en raison de la discrimination que subissent les Noirs dans les sociétés fraternelles en général entre 1700 et 1800. Ultérieurement l'ordre s'implante au Canada puis à la Jamaïque.

## Histoire

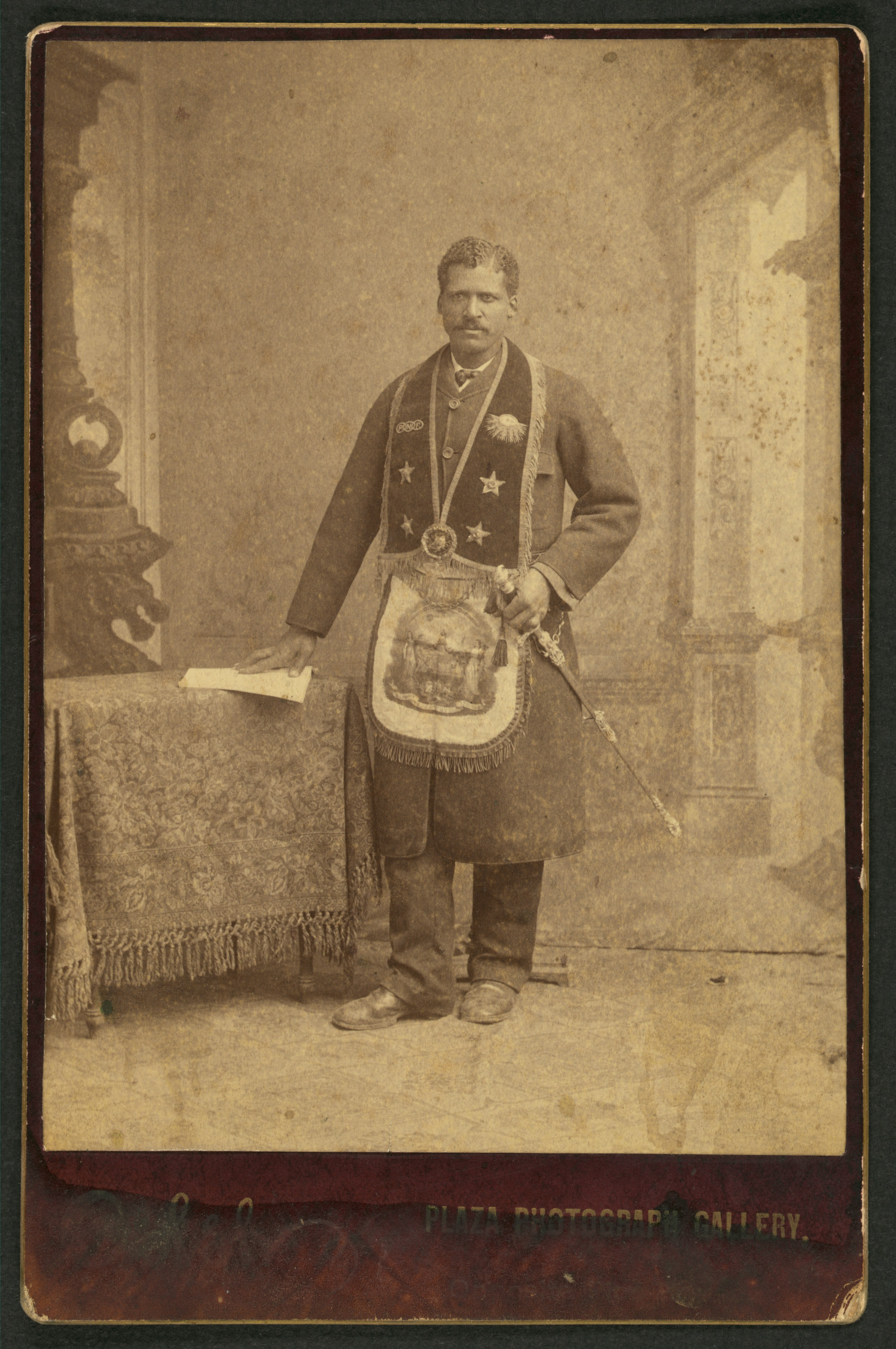
Portrait d'un membre du Grand United Order of Odd Fellows.

Dès le XVIIIe siècle, des sociétés fraternelles et d'entraide sont créées par des Afro-Américains comme la Free African Society fondée en 1787 par  Richard Allen et Absalom Jones, sociétés qui offraient des prestations de soin, de paiement des frais d'inhumation, de scolarisation, d'accompagnement divers. Ces sociétés comme la Free African Society sont rattachées à des églises comme l'Église épiscopale méthodiste africaine (AME) ou l'Église épiscopale méthodiste africaine de Sion (AMEZ). 
En Angleterre existait le Grand Ordre unifié des Odd Fellows (en)  (Grand United Order of Oddfellows, GUOOF), société fraternelle d'entraide fonctionnant selon le modèle de la franc-maçonnerie: loges, rites, degrés. Des loges essaiment aux États-Unis, mais elles n'ont pas été officiellement incorporées aux  GUOOF. Alors, elles se rassemblent pour former en 1813 l'Independent Order of Odd Fellows(IOOF) (Ordre indépendant des compagnons différents). Des Afro-Américains de New York membres du African American Philomathean Institute (Institut d'américain africain Philomathean) sont intéressés pour créer une loge et s'adressent à l'IOOF pour former leur propre loge. À cause de leur couleur, ils sont traités avec mépris et voit leur offre refusé. Un marin jamaïcain, Peter Ogden, ayant entendu parler de la requête de l’Institut et propose de demander une patente pour eux par l’intermédiaire de sa propre loge à Liverpool, qui fait partie du GUOOF. Ce dernier lui accordre une patente.  En 1843, sous sa direction l'institut peut former la première loge GUOOF en Amérique, la Philomathean Lodge, n ° 646, à New York, le GOOF devient par la même occasion le Grand United Order of Odd Fellows in America (GUOOFA), puis en 1844 est créée la loge Hamilton toujours à New York, quelques semaines plus tard, se forme à Philadelphie la première loge de Pennsylvanie. En 1845, se tient la première assemblée générale du GUOOFA, où sont présentes six loges créées aux États-Unis. A la mort de Peter Ogden, en 1852, le GUOOFA compte 1 470 membres répartis dans 25 loges. Comme les premières sociétés d'entraide afro-américaines telles que la Free African Society, les loges du GUOOFA offrent divers secours financiers pour les Afro-américains les plus démunis pour couvrir les frais d'inhumation, les soins et frais d'hospitalisation pour les malades, et en direction des invalides et des veuves. En 1857, le GUOOFA ouvre des loges féminines. À la fin du XIXe siècle le GUOOFA compte 155 537 membres répartis dans 2 000 loges,.